# Prepona santina
Prepona santina är en fjärilsart som beskrevs av Hans Fruhstorfer 1897. Prepona santina ingår i släktet Prepona och familjen praktfjärilar. Inga underarter finns listade i Catalogue of Life.